# Depyrimidierung
Die Depyrimidierung ist ein DNA-Schaden, bei dem eine Pyrimidinbase (Cytosin oder Thymin) vom Zucker-Phosphat-Gerüst des DNA-Doppelstrangs durch Hydrolyse abgespalten wird. Das Phosphodiestergerüst bleibt bei diesen Prozessen intakt, es kann in der Folge aber zu Einzelstrangbrüchen in einem DNA-Strang kommen kann. Die Depyrimidierung verläuft überwiegend über den Weg der Desaminierung. Dabei wird ein Cytosinrest zu einem Uracil desaminiert. Weit seltener ist die Desaminierung von Adenin in Hypoxanthin. Sobald Uracil an Adenin bindet oder Hypoxanthin an Cytosin, resultiert eine Mutation. Ein Uracil in der DNA-Sequenz wird schnell erkannt und von DNA-Reparaturmechanismen beseitigt, da Uracil kein Bestandteil der DNA ist. Die Uracil-DNA-Glykosylase kann Uracil aus der DNA entfernen.